# Akhond
Akhond (el. akhoond, akhund og akhwand) betegner en muslim lærd, specielt anvendt i Iran, Azerbaijan og del af Afghanistan. Tilsvarende og til tider også delvis overlappende betegnelser er henholdsvis sheik og mullah.